# Liechtensteinklamm
Die Liechtensteinklamm ist eine Klamm, wenige Kilometer südlich von St. Johann im Pongau, Land Salzburg, Österreich.

## Allgemeines

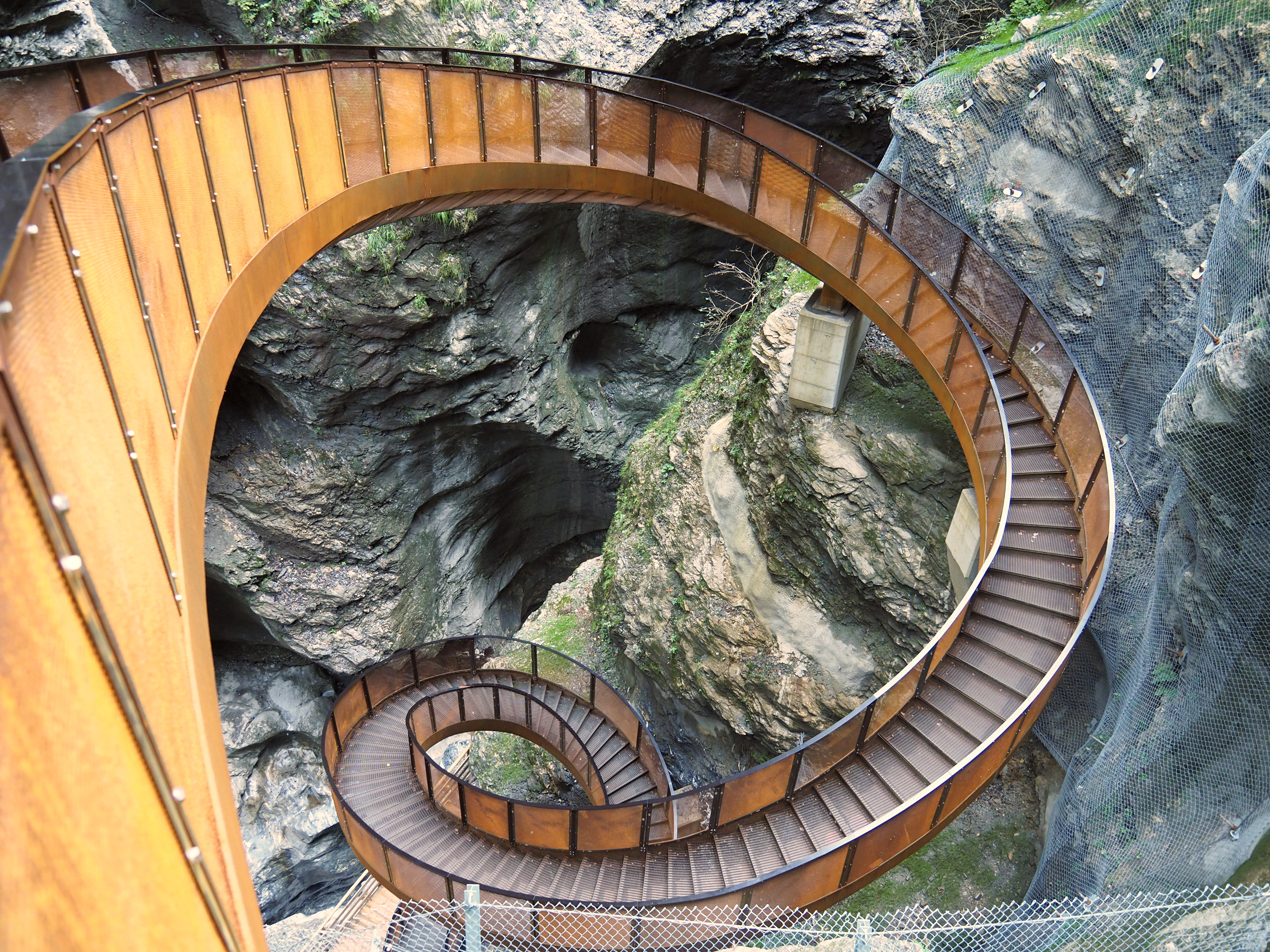
Die 2020 neu errichtete Treppenanlage mit dem Namen „Helix“

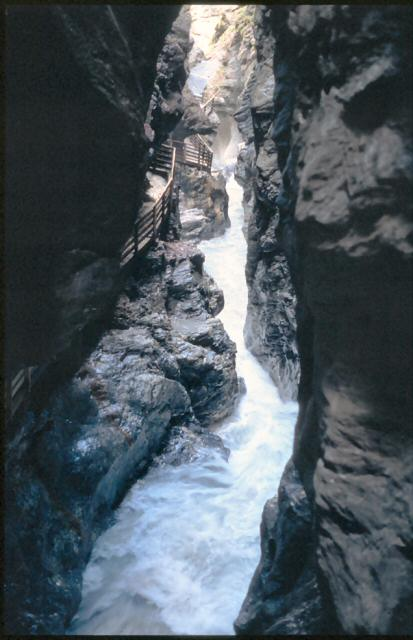
Eine sehr schmale Stelle in der Liechtensteinklamm

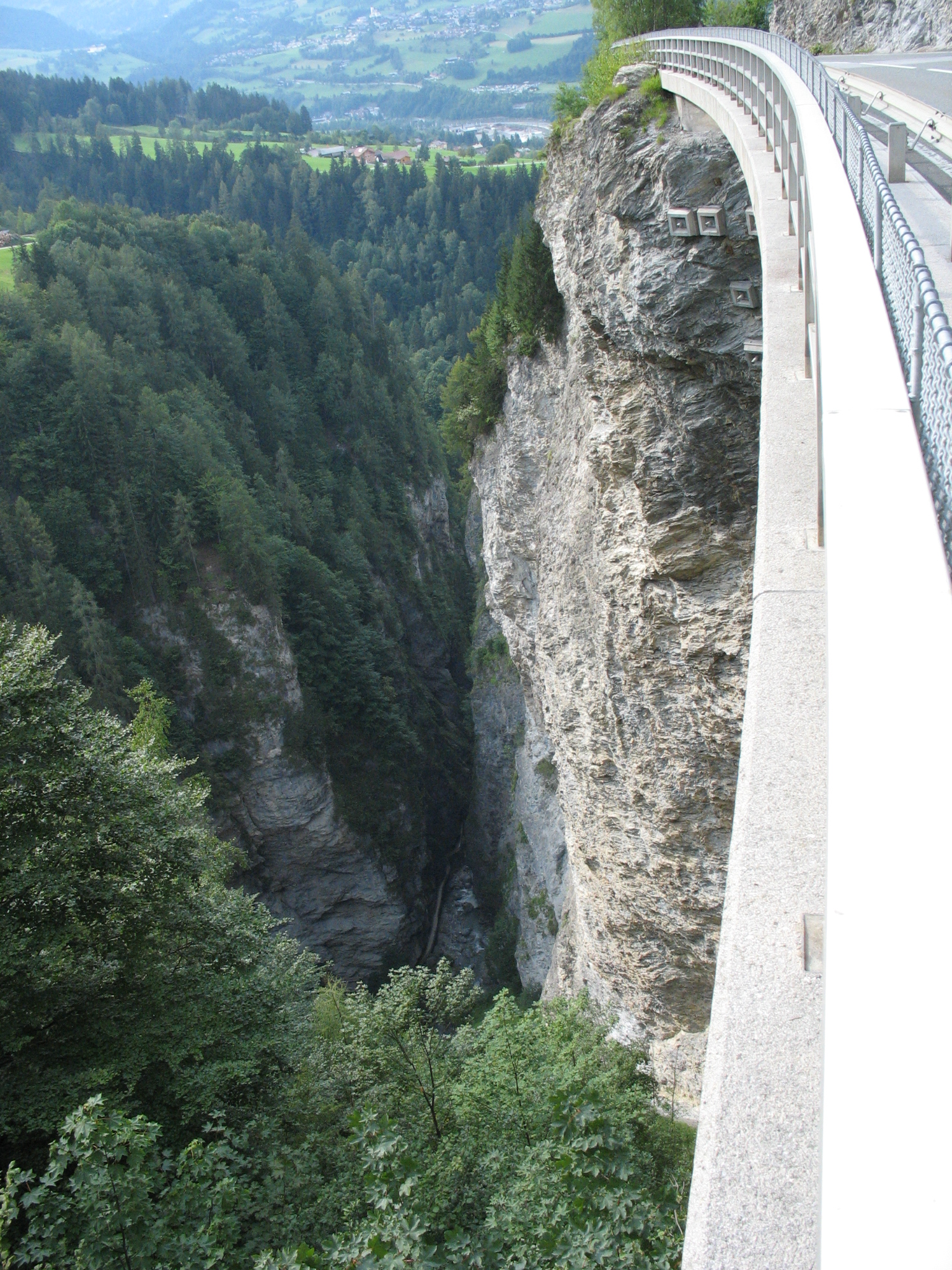
Liechtensteinklamm von oben

Die Liechtensteinklamm hat eine Länge von ca. 4000 Metern, davon sind 1000 Meter für Besucher zugänglich. Die flankierenden Felswände aus metamorphem „Klammkalk“ (Penninikum des nördlichsten Tauernfensters) sind bis zu 300 Meter hoch. An manchen Stellen ist die Klamm nur wenige Meter breit. Die Klamm ist über Holzstege zu besichtigen, die ständig auf ihre Sicherheit überwacht und gewartet werden. Am Ende der Klamm befindet sich ein Wasserfall.
Die Klamm ist in den Wintermonaten geschlossen. Jährlich wurde sie zuletzt von rund 220.000 Menschen besucht und ist damit das beliebteste Urlauberziel im Pongau.
Nach einem Felssturz im Mai 2017 musste die Liechtensteinklamm gesperrt werden. Der Betreiber, die Stadtgemeinde St. Johann im Pongau, plante zunächst, die Rinne zu räumen, aus der die Felsen abstürzten, beschädigte Stege zu erneuern und die Sicherheit zu verbessern. Die Wiedereröffnung wurde mehrfach verschoben. Am 11. Juni 2020 wurde die Klamm wiedereröffnet.

## Geschichte und Erschließung

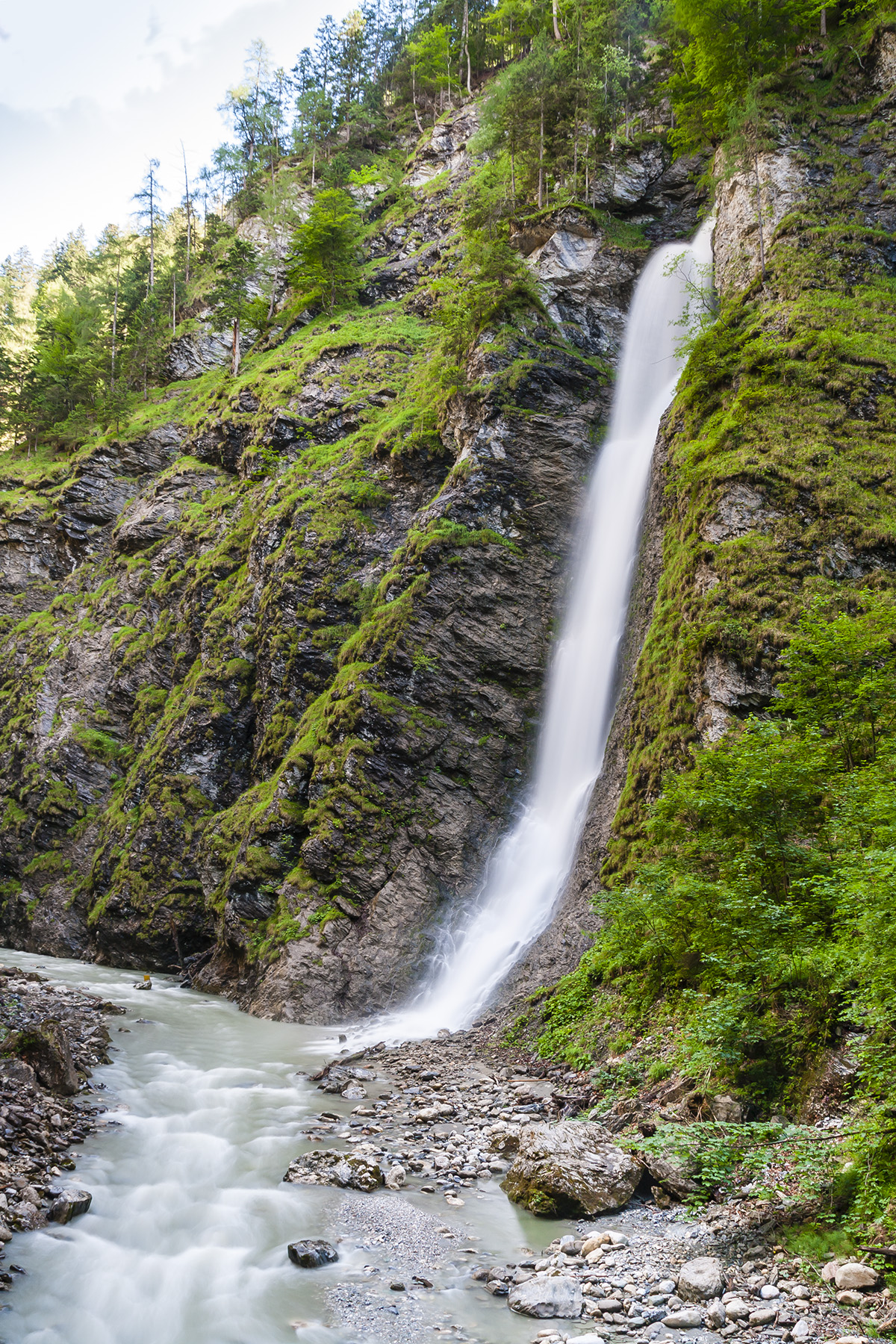
Wasserfall in der Klamm

Das Wasser des Gebirgsbaches Großarler Ache (Großarlbach) bildete durch Jahrtausende währende Tiefenerosion die heutige Liechtensteinklamm. Für das Großarltal bildet sie ein besonderes Verkehrshindernis, das mit der Straße östlich oberhalb schon von alters her aufwändig umgangen werden musste.
1875 begannen die Arbeiten zur Begehbarmachung der Klamm durch Mitglieder des Pongauer Alpenvereins.
Da die Arbeiten wegen Geldmangels nicht weitergeführt werden konnten, suchte man einen Geldgeber. Man wandte sich an Fürst Johann II. von Liechtenstein, der eine Jagdwirtschaft im nahegelegenen Großarl betrieb.
Der Fürst spendete für den Ausbau der Klamm 600 Gulden. Die Arbeiten konnten nun fortgesetzt werden. 1876 war die Erschließung der Klamm beendet. Wegen der großzügigen Spende des Fürsten benannte man die Klamm nach ihm.
1924 wurde ein Gasthaus in der Klamm errichtet, das 2011 abgerissen und 2012 durch einen Neubau ersetzt wurde.

## Die Klamm und ihre Sage
Einer Sage zufolge entstand die Klamm dadurch, dass der Teufel schnellstens Wasser nach Großarl bringen sollte. Dies gelang ihm aber zunächst nicht. Voller Wut und Zorn überflog er die Schlucht und schleuderte Wasser in sie hinein.